# كرة (دهقان)
كرة هي قرية في مقاطعة دهقان، إيران. يقدر عدد سكانها بـ 280 نسمة بحسب إحصاء 2016.